# Wismilak International 2002

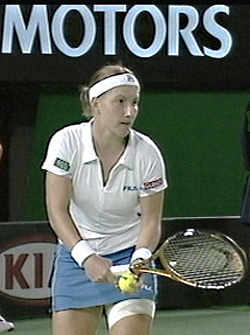

Wismilak International 2002 — жіночий тенісний турнір, що проходив на відкритих кортах з твердим покриттям на Балі (Індонезія). Належав до турнірів 3-ї категорії в рамках Туру WTA 2002. Це був восьмий за ліком Commonwealth Bank Tennis Classic. Тривав з 23 до 29 вересня 2002 року. Несіяна Світлана Кузнецова здобула титул в одиночному розряді й отримала 35 тис. доларів США.

## Фінальна частина

### Одиночний розряд
Світлана Кузнецова —  Кончіта Мартінес, 3–6, 7–6(7–4), 7–5
- Для Кузнецової це був 2-й титул в одиночному розряді за рік і за кар'єру.

### Парний розряд
Кара Блек /  Вірхінія Руано Паскуаль —  Світлана Кузнецова /  Аранча Санчес Вікаріо, 6–2, 6–3